# Aut Caesar, aut nihil

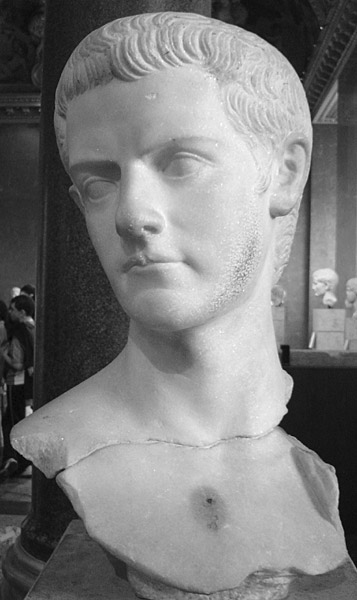
Імператор Калігула

Aut Caesar, aut nihil —  латинський крилатий вислів. Дослівно перекладається, як «Або Цезар, або ніщо». Аналоги — «Або груди в хрестах, або голова в кущах», «Все або нічого», «Пан або пропав».
Можливо, вислів є переробкою слів, приписуваних  Светонієм  імператору Калігулі: 

В розкошах він перевершив своїми витратами найнестриманіших марнотратників. Він вигадав нечувані обмивання, дивовижні страви і бенкети — купався у запашних маслах, гарячих і холодних, пив дорогоцінні перлини, розчинені в оцті, співтрапезникам роздавав хліб і закуски на чистому золоті: «треба жити або скромником, або цезарем!»— говорив він (лат. aut frugi hominem esse oportere, dictitans, aut Caesarem).

Вираз став девізом Чезаре Борджіа. 